# Karsten Skovgaard
Karsten Skovgaard Madsen (født 18. august 1961) er en dansk guitarist, sanger og sangskriver. Han gjorde sig mest bemærket som singleguitarist og orkesterleder i Kim Larsen & Kjukken fra 1995-2018.
Siden Karsten Skovgaard fik sin første elektriske guitar, har guitarspillet ført ham rundt omkring på forskellige pladeudgivelser. Han har sagt at hans største musikalske udfordring var da Odense Symfoniorkester inviterede ham til at spille en koncert med dem. Han spillede den spanske komponist Joaquin Rodrigos guitarværk Fantasia Para Un Gentil Hombre med orkesteret.
Skovgaard er tidligere guitarlærer og underviste Kim Larsen efter de mødte hinanden i Kjukken. Da bandet spillede live, var Skovgaard også selvskrevet til at synge Kim Larsens klassiker "Joanna", med sin nærmest barnagtige stemme. Efter "Joanna" blev taget af programmet (2008) sang han den ene halvdel af duetten "De fjorten astronauter", der, som "Joanna", er taget fra pladen Værsgo.
I Kjukken, optrådte Karsten Skovgaard oftest i ternede bukser.[kilde mangler]
Udover sit arbejde med Kjukken har Skovgaard også komponeret en del reklamejingles.
Efter Kim Larsens død, samlede Skovgaard en trio, der pt. tager rundt og spiller på barer og restauranter. Den tidligere bassist i Kim Larsen og Kjukken, Bo Gryholt og guitaristen Kevin Monie, er de to andre medlemmer i denne trio.

## Eksterne envisninger
- Kim Larsens hjemmeside
- Kjukken.dk-fanside